# Shanghai Major 2016
Shanghai Major 2016, mer känd som Winter Major, var en Dota 2 turnering som tog plats i Shanghai mellan 2 och 6 mars 2016. Turneringen var den andra Majorn i den professionella Dota 2 säsongen mellan 2015/2016.  16 lag deltog i turneringen, där åtta lag blev inbjudna och de andra åtta lagen kvala in genom regionala turneringar. Vinnarna av Majorn var Team Secret, som besegrade Team Liquid i en bäst av fem final, där Secret vann med 3–1.
Turneringen tog plats på Mercedes-Benz-Arena.

## Lag
| Inbjudna - OG - Evil Geniuses - Team Secret - EHOME - CDEC Gaming - Vici Gaming - Virtus.pro - Alliance | Kvalvinnare - Team Liquid - Team Spirit - Team Archon - compLexity Gaming - LGD Gaming - Newbee - Fnatic - MVP Phoenix |

## Resultat
| Plats | Lag                       | Prispengar |
| 1     | Team Secret               | $1,110,000 |
| 2     | Team Liquid               | $405,000   |
| 3     | Evil Geniuses             | $315,000   |
| 4     | MVP Phoenix               | $255,000   |
| 5–6   | Fnatic                    | $202,500   |
| 5–6   | compLexity Gaming         | $202,500   |
| 7–8   | Alliance                  | $105,000   |
| 7–8   | OG                        | $105,000   |
| 9–12  | EHOME & LGD Gaming        | $45,000    |
| 9–12  | Virtus.pro & Newbee       | $45,000    |
| 13–16 | Team Archon & Team Spirit | $30,000    |
| 13–16 | Vici Gaming & CDEC Gaming | $30,000    |